# 1691년 콘클라베

사도좌 공석 상태에 있는 동안에 사용되는 성좌의 문장

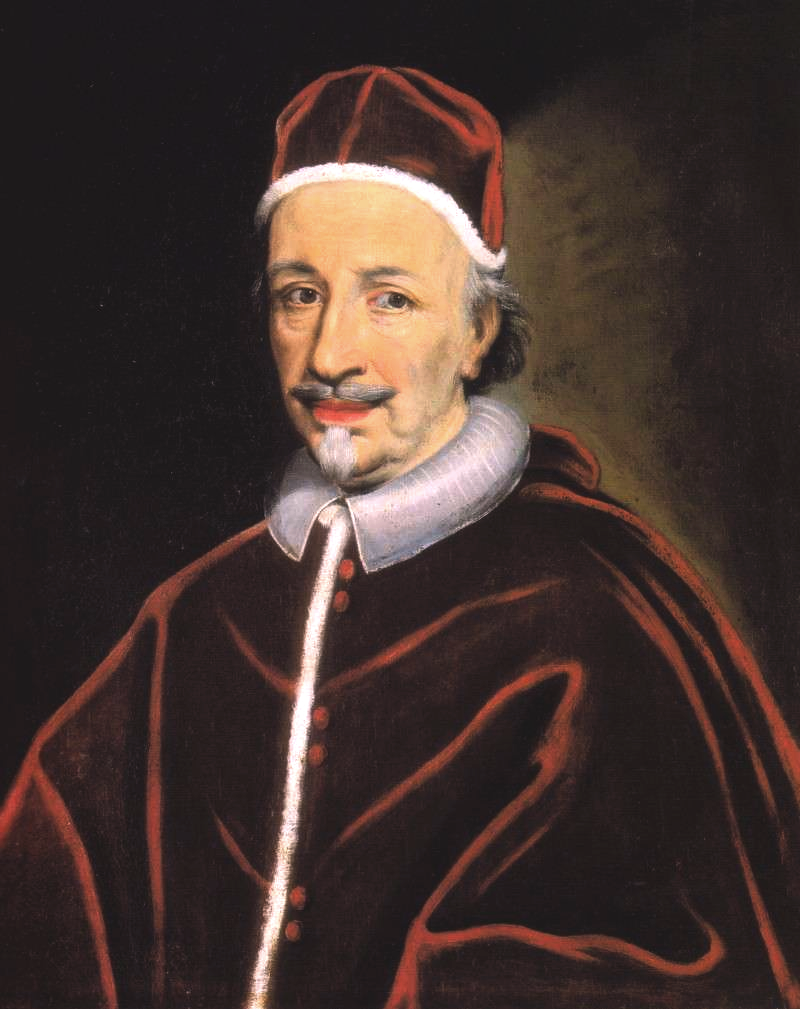
교황 선출자 인노첸시오 12세 (안토니오 피냐텔리)

1691년 콘클라베는 제242대 교황을 선출하기 위해 진행된 콘클라베이다. 제241대 교황 알렉산데르 8세가 1691년 2월 1일에 선종한 이후에 새 교황을 선출하기 위해 진행된 선거이다.
1691년 2월 12일부터 7월 12일까지 5개월 내내 투표가 진행되었으며 50명의 추기경이 투표에 참가하였다. 안토니오 피냐텔리 추기경이 새 교황으로 선출되었으며 교황 이름은 인노첸시오 12세로 명명되었다.

## 추기경단
- 투표에 참가한 추기경: 50명

## 주요 인사
- 수석 추기경: 알데르 치보
- 보조 추기경: 파비오 키지[1]